# Xanthorhoe brujata
Xanthorhoe brujata är en fjärilsart som beskrevs av Achille Guenée 1858. Xanthorhoe brujata ingår i släktet Xanthorhoe och familjen mätare. Inga underarter finns listade i Catalogue of Life.